# Artyom Valerjevics Markelov
Artyom Valerjevics Markelov (Moszkva, 1994. szeptember 10. –) orosz autóversenyző.

## Pályafutása

### A kezdetek
Markelov 2006-ban kezdte el hazájában gokartos karrierjét, és 2010-re érte el a KF2-es szintet.
2011-ben az ADAC Formel Mastersbe (ma Német Formula–4) szerződött a Motopark csapattal, és 23 verseny alatt tizenegy dobogós helyet szerzett és végzett bajnokság 4. helyén. Az évben továbbá részt vett a Formula–3 Euroseries hockenheimringi fordulóján is.
2012 és 2013 között a Német Formula–3-as bajnokságban szerepelt szintúgy a Motopark csapattal, amely már Lotus név alatt versenyzett. Tanuló évében háromszor, a következő esztendőben, pedig tizennyolcszor állhatott a dobogóra és végzett az összetett 2. helyén Marvin Kirchhöfer mögött.

### GP2
2014-re a Russian Time csapattal a GP2-be szerződött. Első évében pontokat szerzett, a másodikban pedig többszöri Top 10-es szereplése után a belga főversenyen a 22. helyről rajtolva küzdötte fel magát a dobogó legalsó fokáig. Az év végén a 13. helyen zárt, a csapat pedig szerződést hosszabbított vele a 2016-os szezonra. Első győzelmét ebben az évben aratta, a monacói versenyen állhatott a dobogó legfelső fokára.

### Formula–2

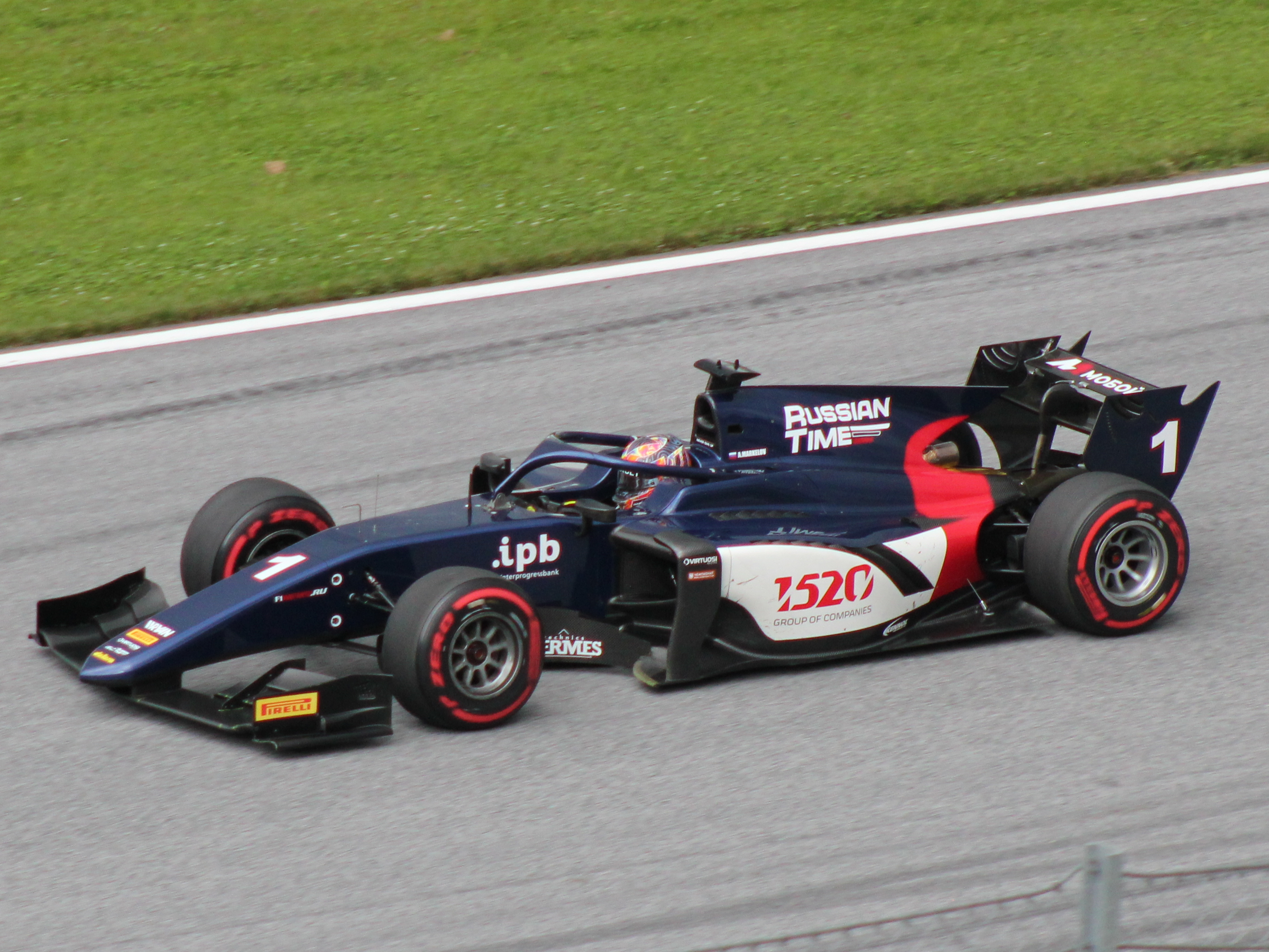
Markelov a 2018-as osztrák nagydíjon

2017-ben ismét a Russian Time csapattal versenyzett Luca Ghiotto csapattársaként. Markelov megnyerte a GP2 átalakításával létrejött FIA Formula–2-es bajnokság első versenyét. Emellett Spielbergben, Spa-ban, Jerezben és Abu-dzabiban is diadalmaskodni tudott, melynek köszönhetően év végén a bajnokság 2. helyén végzett Charles Leclerc mögött. A csapatversenyt pedig megnyerték.
A 2018-as szezonban továbbra is a Russian Time pilótája maradt. A szezont biztatóan kezdte meg ugyanis a bahreini szezonnyitó versenyén a 3. helyen végzett a sprint versenyt pedig megnyerte. Az ezt követő azeri versenyek rosszul sikerültek számára, mert mind a két versenyen kiesett. Ezek után még a monacói fő- és a Red Bull Ring-i sprintversenyt is győzelemmel zárta. Mindezeket úgy, hogy az évben egyetlen első rajtkockát sem szerzett. Az évadban még háromszor állhatott fel a dobogó második fokára ezek közül az egyik a szezonzáró abu-dzabi nagydíj főversenye volt. A bajnokságot az 5. helyen fejezte be 186 pontot gyűjtve. Még az utolsó versenyhétvégéje megkezdése előtt bejelentette, hogy ha nem jut Formula–1-es üléshez 2019-re akkor távozik a bajnokságból. Később kiderült, hogy a Russian Time utolsó szezonját teljesítette a sorozatban. Helyüket a Virtuosi Racing vette át.
Markelov a 2019-es szezonban lehetőséget kapott a monacói versenyen, hogy helyettesítse az MP Motorsport színeiben az Indy500-on induló Jordan Kinget. 2019 szeptemberében a BWT Arden bejelentette, hogy ő veszi át a belgiumi főversenyen halálos baleset szenvedő Anthoine Hubert helyét az év utolsó két hétvégéjére. 2019 novemberében bejelentették, hogy pont az Arden helyére érkező HWA Team leszerződtette az egész 2020-as idényre. Első pontját a belga sprintfutamon szerezte, amikor a 8. helyen ért célba. 2020. szeptember 12-én a mugellói főversenyen a 8. helyen zárt, amivel a sprintversenyre az első rajtkocka lett az övé, de a ott csak a 20. lett. Szeptember 22-én bejelentették, hogy szezon közben új csapattársat kap, az F3-as alakulattól érkező Jake Hughes személyében, mivel Giuliano Alesi az MP Motorsporthoz távozott. Majd később kiderült, hogy Hughes helyét szintén az FIA Formula–3 bajnokságból érkező versenyző vette át, méghozzá a 17 éves Théo Pourchaire, aki az utolsó négy futamon állt rajthoz. Markelov a kiírást csupán a 18. pozícióban zárta 5 ponttal.

### Formula–1
2018 februárjában csatlakozott a Renault pilótanevelő programjához. A hazai versenyén vezethette Carlos Sainz autóját az 1. szabadedzésen. Az edzést végül a 15. helyen zárta. Továbbá a Pirelli kétnapos gumitesztjén a szezonzáró abu-dzabi nagydíj után ismét autóba ülhetett.

### Super Formula
Markelov 2019-ben Japánban versenyzett, az ország legmagasabb szintű formulaautós versenysorozatában a Super Formula bajnokságban a TeamLeMans színeiben. Az utolsó két hétvégét kihagyta, helyére Nakajama Juicsi ült be. Így 5 hétvége során egyetlen pontot sem szerzett és csupán a 21. lett az év végi elszámolásban.

## Eredményei

### Teljes GP2-es eredménylistája
(Táblázat értelmezése)

(Félkövér: pole-pozícióból indult; dőlt: leggyorsabb kört futott) 

| Év   | Csapat          | 1          | 2          | 3          | 4          | 5          | 6          | 7          | 8           | 9          | 10         | 11         | 12         | 13         | 14          | 15        | 16          | 17         | 18         | 19         | 20         | 21         | 22         | Helyezés | Pont |
| ---- | --------------- | ---------- | ---------- | ---------- | ---------- | ---------- | ---------- | ---------- | ----------- | ---------- | ---------- | ---------- | ---------- | ---------- | ----------- | --------- | ----------- | ---------- | ---------- | ---------- | ---------- | ---------- | ---------- | -------- | ---- |
| 2014 | RT Russian Time | BHR FEA 15 | BHR SPR 10 | ESP FEA 11 | ESP SPR Ki | MON FEA Ki | MON SPR Ki | AUT FEA 21 | AUT SPR 16  | GBR FEA 18 | GBR SPR 17 | GER FEA Ki | GER SPR 12 | HUN FEA 16 | HUN SPR 20† | BEL FEA 7 | BEL SPR Ki  | ITA FEA 21 | ITA SPR Ki | RUS FEA 16 | RUS SPR 12 | UAE FEA Ki | UAE SPR 19 | 24.      | 6    |
| 2015 | Russian Time    | BHR FEA 13 | BHR SPR 12 | ESP FEA 12 | ESP SPR 5  | MON FEA Ki | MON SPR 14 | AUT FEA 5  | AUT SPR Kiz | GBR FEA 21 | GBR SPR 14 | HUN FEA 22 | HUN SPR 18 | BEL FEA 3  | BEL SPR 5   | ITA FEA 5 | ITA SPR 14  | RUS FEA Ki | RUS SPR 12 | BHR FEA 16 | BHR SPR 8  | UAE FEA Ki | UAE SPR T  | 13.      | 48   |
| 2016 | Russian Time    | CAT FEA 4  | CAT SPR 4  | MON FEA 1  | MON SPR 8  | EUR FEA Ki | EUR SPR 5  | AUT FEA Ki | AUT SPR 11  | GBR FEA 10 | GBR SPR 12 | HUN FEA 9  | HUN SPR 4  | GER FEA Ki | GER SPR 9   | BEL FEA 5 | BEL SPR 21† | ITA FEA 10 | ITA SPR 10 | MAL FEA Ni | MAL SPR 13 | UAE FEA 3  | UAE SPR 7  | 10.      | 97   |

### Teljes FIA Formula–2-es eredménysorozata
(Táblázat értelmezése)

(Félkövér: pole-pozícióból indult; dőlt: leggyorsabb kört futott) 

| Év   | Csapat        | 1           | 2           | 3           | 4           | 5          | 6          | 7           | 8           | 9           | 10          | 11         | 12         | 13          | 14        | 15         | 16         | 17        | 18         | 19         | 20         | 21          | 22          | 23          | 24          | Helyezés | Pont |
| ---- | ------------- | ----------- | ----------- | ----------- | ----------- | ---------- | ---------- | ----------- | ----------- | ----------- | ----------- | ---------- | ---------- | ----------- | --------- | ---------- | ---------- | --------- | ---------- | ---------- | ---------- | ----------- | ----------- | ----------- | ----------- | -------- | ---- |
| 2017 | Russian Time  | BHR FEA 1   | BHR SPR 8   | ESP FEA 8   | ESP SPR 9   | MON FEA 2  | MON SPR 5  | AZE FEA 4   | AZE SPR 5   | AUT FEA 8   | AUT SPR 1   | GBR FEA 4  | GBR SPR 3  | HUN FEA 17† | HUN SPR 9 | BEL FEA 1  | BEL SPR Ki | ITA FEA 9 | ITA SPR 15 | JER FEA 5  | JER SPR 1  | UAE FEA 1   | UAE SPR 6   |             |             | 2.       | 210  |
| 2018 | Russian Time  | BHR FEA 3   | BHR SPR 1   | AZE FEA Ki  | AZE SPR Ki  | ESP FEA 8  | ESP SPR 9  | MON FEA 1   | MON SPR 4   | FRA FEA 14  | FRA SPR 14† | AUT FEA 8  | AUT SPR 1  | GBR FEA 6   | GBR SPR 4 | HUN FEA 8  | HUN SPR 13 | BEL FEA 6 | BEL SPR 5  | ITA FEA 2  | ITA SPR 2  | RUS FEA 11  | RUS SPR 5   | UAE FEA 2   | UAE FEA 7   | 5.       | 186  |
| 2019 | MP Motorsport | BHR FEA     | BHR SPR     | AZE FEA     | AZE SPR     | ESP FEA    | ESP SPR    | MON FEA 6   | MON SPR 4   | FRA FEA     | FRA SPR     | AUT FEA    | AUT SPR    | GBR FEA     | GBR SPR   | HUN FEA    | HUN SPR    | BEL FEA   | BEL SPR    | ITA FEA    | ITA SPR    |             |             |             |             | 16.      | 16   |
| 2019 | BWT Arden     |             |             |             |             |            |            |             |             |             |             |            |            |             |           |            |            |           |            |            |            | RUS FEA Ki  | RUS SPR 10  | UAE FEA Ki  | UAE SPR Ki  | 16.      | 16   |
| 2020 | HWA Racelab   | AUT1 FEA Ki | AUT1 SPR 18 | AUT2 FEA Ni | AUT2 SPR 16 | HUN FEA Ki | HUN SPR 14 | GBR1 FEA 18 | GBR1 SPR 11 | GBR2 FEA 19 | GBR2 SPR 11 | ESP FEA 12 | ESP SPR 16 | BEL FEA 16  | BEL SPR 8 | ITA FEA 17 | ITA SPR 16 | MUG FEA 8 | MUG SPR 20 | RUS FEA 15 | RUS SPR 12 | BHR1 FEA 22 | BHR1 SPR 10 | BHR2 FEA 13 | BHR2 SPR 20 | 18.      | 5    |

† A versenyt nem fejezte be, de helyezését értékelték, mert a versenytáv több, mint 90%-át teljesítette.

### Teljes Formula–1-es eredménysorozata
(Táblázat értelmezése)

(Félkövér: pole-pozícióból indult; dőlt: leggyorsabb kört futott) 

| Év   | Csapat  | 1   | 2   | 3   | 4   | 5   | 6   | 7   | 8   | 9   | 10  | 11  | 12  | 13  | 14  | 15  | 16     | 17  | 18  | 19  | 20  | 21  | Helyezés | Pont |
| ---- | ------- | --- | --- | --- | --- | --- | --- | --- | --- | --- | --- | --- | --- | --- | --- | --- | ------ | --- | --- | --- | --- | --- | -------- | ---- |
| 2018 | Renault | AUS | BHR | CHN | AZE | ESP | MON | CAN | FRA | AUT | GBR | GER | HUN | BEL | ITA | SIN | RUS Tp | JPN | USA | MEX | BRA | UAE | —        | —    |

### Teljes Super Formula eredménylistája
(Táblázat értelmezése)

(Félkövér: pole-pozícióból indult; dőlt: leggyorsabb kört futott) 

| Év   | Csapat                  | 1      | 2      | 3      | 4      | 5      | 6   | 7   | Helyezés | Pont |
| ---- | ----------------------- | ------ | ------ | ------ | ------ | ------ | --- | --- | -------- | ---- |
| 2019 | UOMO Sunoco Team LeMans | SUZ 10 | AUT Ki | SUG 16 | FUJ 19 | MOT 12 | OKA | SUZ | 21.      | 0    |